# Якубович Джульєтта Антонівна
Джульє́тта Анто́нівна Якубо́вич (20 січня 1935, с. Кельбенд Ісмаїллінський район Азербайджанської РСР) — українська співачка (колоратурне сопрано). Народна артистка УРСР (1973). Почесний громадянин Луганська.

## Біографічні дані
В 1963 році закінчила Азербайджанську консерваторію (Баку). В 1963–1992 рр. — солістка Луганської (Ворошиловградської) обласної філармонії. Нині — професор музично-педагогічного факультету Луганського національного педагогічного університету імені Тараса Шевченка.

## Творчість
Володіє колоратурним сопрано — голосом рідкісного забарвлення. В її репертуарі — програми, що включають майже всі відомі твори світової музичної класики (арії з опер і солоспіви українських, західноєвропейських і російськтх композиторів).
Співала в авторських концертах Анатолія Кос-Анатольського, Миколи Сільванського, М. Журбіна, Льва Колодуба.
Двічі працювала членом журі республіканського конкурсу вокалістів імені Миколи Лисенка, а також у журі відбіркового туру вокалістів для участі у Всесоюзному конкурсі імені Михайла Глинки, республіканського конкурсу вокалістів «Золота осінь», I Міжнародного конкурсу української пісні «Молода гвардія».
Гастролювала в Росії, Білорусі, Вірменії, Азербайджані, Литві, Латвіі, Угорщині, Німеччині та інших країнах.